# 3,4,6-Tri-O-acetyl-D-glucal
3,4,6-Tri-O-acetyl-D-glucal ist eine chemische Verbindung, die sich von der Glucose ableitet. Es ist als Zwischenprodukt in der organischen Synthese von Bedeutung.

## Geschichte
3,4,6-Tri-O-acetyl-D-glucal wurde erstmals 1913 von Emil Fischer synthetisiert. Fischer ging davon aus, dass bei der Reaktion von Acetobromglucose mit Zink in Essigsäure das 2,3,4,6-Tetra-O-acetyl-1,5-anhydro-D-glucitol entstehen müsste. Stattdessen erhielt er dabei die Titel-Verbindung mit einer Ausbeute von 83 %. Außerdem schlug er eine Strukturformel für die Titel-Verbindung vor, welche damals bereits unsicher war und aus heutiger Sicht als falsch angesehen werden kann.

Original-Synthese von Fischer

Von Fischer vorgeschlagene Strukturformel

## Gewinnung und Darstellung
Eine modernere Synthesevorschrift sieht die Reduktion der Acetobromglucose mit Chrom(II)-Salzen der Edetinsäure in einem biphasischen System aus Wasser und Diethylether vor. Dabei steigt die Oxidationsstufe des Chroms auf drei und das Produkt wird in etwas höheren Ausbeuten erhalten als bei Fischer.

## Eigenschaften
3,4,6-Tri-O-acetyl-D-glucal zersetzt sich in kochendem Wasser.

## Verwendung
Typische Reaktionen des 3,4,6-Tri-O-acetyl-D-glucals sind die Addition von Brom oder Wasserstoff an die Doppelbindung oder auch die Entschützung der Acetylgruppen durch Alkalien. Welches Diastereomerenverhältnis bei der gebildeten Dibrom-Verbindung vorliegt wurde von Fischer in seiner originalen Veröffentlichung nicht untersucht.

## Nachweise
Tollensprobe, Fehling-Probe und Schiffsche Probe sind positiv.

## Externe Links zu erwähnten Verbindungen
1. ↑  Externe Identifikatoren von bzw. Datenbank-Links zu 2,3,4,6-Tetra-O-acetyl-1,5-anhydro-D-glucitol:  CAS-Nr.: 13137-69-4, PubChem: 2728909, ChemSpider: 2010876, Wikidata: Q113501109.